# Зволле, Хенк-Ян
Хенк-Ян Зволле (нидерл. Henk-Jan Zwolle, род. 30 ноября 1964) — голландский спортсмен, гребец, призёр чемпионата мира по академической гребле 1991, 1994, 1995 годов, а также Летних Олимпийских игр 1992 и 1996 годов.

## Биография
Хенк-Ян Зволле родился 30 ноября 1964 года в нидерландском городе Энсхеде, Оверэйссел. Тренировался в клубе «Okeanos RSVU», Делфт. Профессиональную карьеру гребца начал с 1982 года.
Дебют и первая медаль на международной арене Зволле состоялись во время соревновании «MATCH DES SENIORS» 1984 года в Копенгагене, Дания. В финальном заплыве двоек парных голландские гребцы заняли первое место. С результатом 06:32.710 они выиграли золото заплыва, оставив позади соперников из ФРГ (06:34.880 — 2е место) и Бельгии (06:36.270 — 3е место).
На Летние Олимпийские игры 1992 года в Барселоне Зволле отправилась в составе голландкой двойки парной. Во время финального заплыва они финишировали третьими и выиграли бронзовый комплект наград. С результатом 6:22.82 голландские гребцы уступили первенство соперникам из Австрии (6:18.42 — 2е место) и Австралии (6:17.32 — 1е место).
Единственная олимпийская золотая медаль в активе Зволле была добыта на Летних Олимпийских играх 1996 года в Атланте. В составе голландкой восьмерки с рулевым во время финального заплыва они финишировали первыми. С результатом 5:42.74 голландские гребцы обогнали соперникам из Германии (5:44.58 — 2е место) и России (5:45.77 — 3е место).